# Плясунов, Алексей Александрович
Алексей Александрович Плясунов (бел. Аляксей Аляксандравіч Плясуноў; род. 3 января 1991, Витебск) — белорусский футболист, полузащитник.

## Карьера
С 2008 года начал выступал за дубль «Витебска», в 2010 году сыграл в двух матчах за основную команду. После вылета «Витебска» из Высшей лиги по итогам сезона 2011 перешел в «Полоцк», где стал основным игроком. Летом 2013 года из-за финансовых проблем полоцкого клуба вместе с большинством других игроков покинул команду и вернулся в «Витебск». В начале 2014 года утратил место в основной команде, и летом перешел в «Слоним», где в течение двух лет был одним из основных игроков.
В июле 2016 года стало игроком микашевичского «Гранита». Вскоре закрепился в стартовом составе команды, но не сумел спасти ее от вылета в Первую лигу. В феврале 2017 года проходил просмотр в новополоцком «Нафтане», но не подошел, и в результате начал сезон 2017 в составе «Орши». В июле 2017 года перешел в «Нафтан», где стал игроком основы.
В начале 2018 года тренировался вместе с «Крумкачами», а в феврале присоединился к «Граниту», с которым вскоре подписал контракт. В июле 2018 года покинул микашевичский клуб и вернулся в «Нафтан». В 2022 году вместе с клубом стал чемпионом Первой Лиги. В январе 2023 года футболист покинул клуб.
В феврале 2023 года футболист проходил просмотр в «Молодечно-2018». Вскоре футболист официально присоединился к клубу. В июле 2023 года футболист покинул клуб.

### Статистика
| Сезон    | Дивизион | Клуб    | Страна        | Матчи | Голы |
| -------- | -------- | ------- | ------------- | ----- | ---- |
| 2008     | дубль    | Витебск | Флаг Беларуси | 6     | 0    |
| 2009     | дубль    | Витебск | Флаг Беларуси | 25    | 2    |
| 2010     | Д1       | Витебск | Флаг Беларуси | 2     | 0    |
| 2011     | дубль    | Витебск | Флаг Беларуси | 32    | 0    |
| 2012     | Д2       | Полоцк  | Флаг Беларуси | 28    | 2    |
| 2013 (1) | Д2       | Полоцк  | Флаг Беларуси | 13    | 1    |
| 2013 (2) | Д2       | Витебск | Флаг Беларуси | 14    | 0    |
| 2014 (1) | Д2       | Витебск | Флаг Беларуси | 1     | 0    |
| 2014 (2) | Д2       | Слоним  | Флаг Беларуси | 15    | 0    |
| 2015     | Д2       | Слоним  | Флаг Беларуси | 23    | 0    |
| 2016 (1) | Д2       | Слоним  | Флаг Беларуси | 13    | 2    |
| 2016 (2) | Д1       | Гранит  | Флаг Беларуси | 15    | 0    |
| 2017 (1) | Д2       | Орша    | Флаг Беларуси | 14    | 0    |
| 2017 (2) | Д1       | Нафтан  | Флаг Беларуси | 12    | 1    |
| 2018 (1) | Д2       | Гранит  | Флаг Беларуси | 13    | 0    |
| 2018 (2) | Д2       | Нафтан  | Флаг Беларуси | 12    | 2    |
| 2019     | Д2       | Нафтан  | Флаг Беларуси | 28    | 3    |
| 2020     | Д2       | Нафтан  | Флаг Беларуси | 26    | 0    |
| 2021     | Д2       | Нафтан  | Флаг Беларуси | 31    | 0    |

## Достижения
«Нафтан»
- Победитель Первой Лиги: 2022